# Solenocera annectens
Solenocera annectens is een tienpotigensoort uit de familie van de Solenoceridae. De wetenschappelijke naam van de soort is voor het eerst geldig gepubliceerd in 1891 door Wood-Mason in Wood-Mason & Alcock.